# Belleville, Meurthe-et-Moselle
Belleville este o comună franceză situată în departamentul Meurthe-et-Moselle, în regiunea Grand Est.

## Geografie

### Localizare
Belleville face parte din Parcul Natural Regional Lorena. Altitudinea medie a comunei este de 200 de metri.
Cele mai apropiate comune sunt Autreville-sur-Moselle, Bezaumont, Marbache, Millery și Ville-au-Val. Cele mai apropiate orașe de Belleville sunt Nancy, situat la aproximativ 15 kilometri spre sud, și Pont-à-Mousson spre nord.
Cursurile de apă ale comunei sunt râul Moselle, iar pădurile sunt în apropiere.

### Comune limitrofe
|           | Dieulouard | Autreville-sur-Moselle |
| Saizerais |            | Millery                |
|           | Marbache   |                        |

### Hidrografie
Comuna se află în bazinul hidrografic al Rinului, în cadrul bazinului Rin-Meuse. Este drenată de Moselle și Moselle canalizată.
Moselle, cu o lungime totală de 560 de kilometri, dintre care 314 kilometri în Franța, își are izvorul în masivul Vosges, la Col de Bussang, și se varsă în Rin la Koblenz, în Germania. Caracteristicile hidrologice ale Mosellei sunt date de stația hidrologică situată în comuna Custines. Debitul mediu lunar este de 109 m³/s. Debitul mediu zilnic maxim este de 1.740 m³/s, atins în timpul inundației din 10 aprilie 1983. Debitul instantaneu maxim este de 2.000 m³/s, atins în aceeași zi.
Moselle canalizată este un canal, un șenal nenavigabil de 135 km, care leagă comuna Dieulouard de comuna Kœnigsmacker, unde se varsă în Moselle.

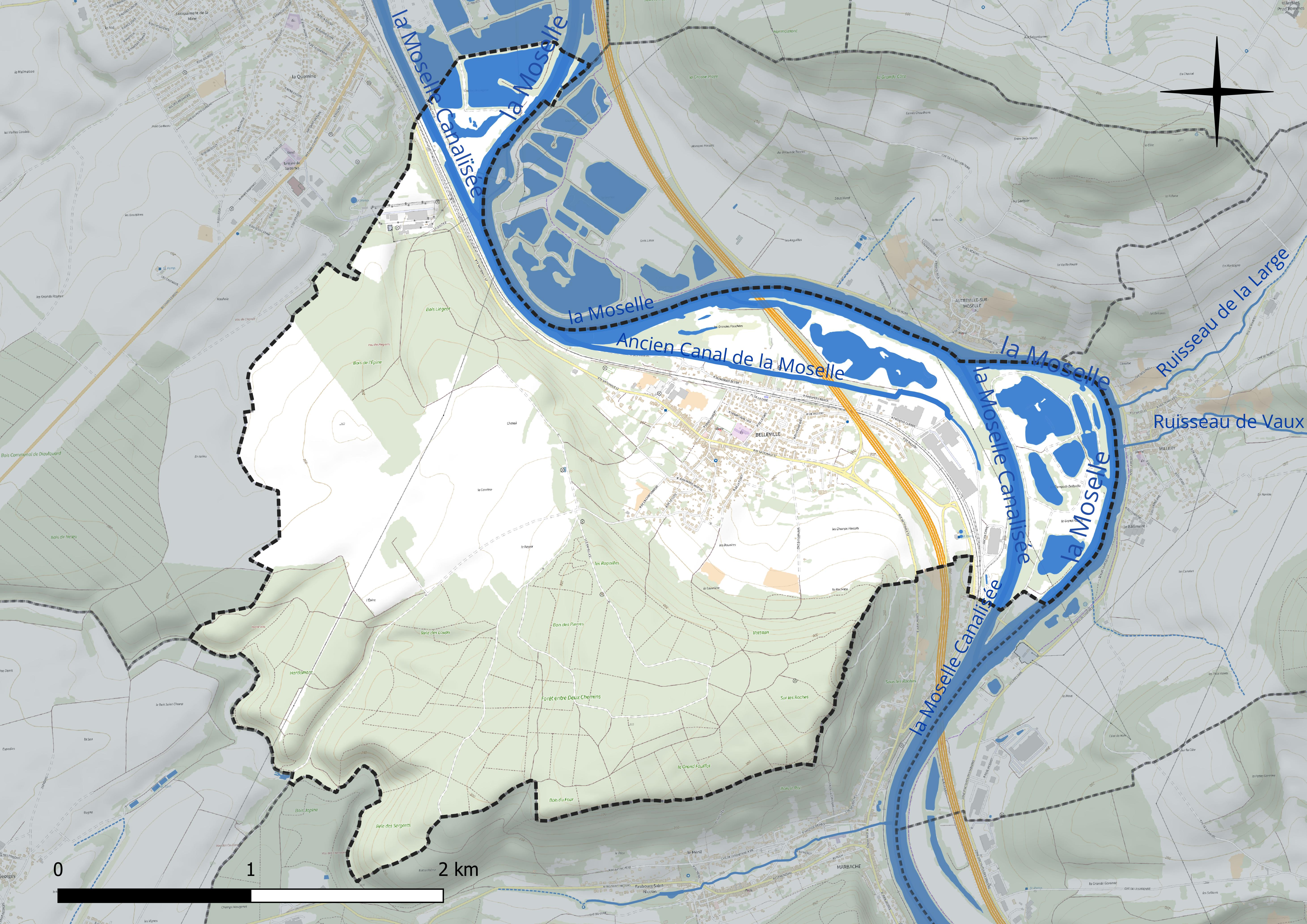
Belleville - rețeaua hidrografică.

### Climă
În 2010, clima comunei era de tip oceanic degradat, specific câmpiilor din Centru și Nord, conform unui studiu al CNRS, bazat pe o serie de date aferente perioadei 1971-2000. În 2020, Météo-France a publicat o tipologie a climatului din Franța metropolitană, în care comuna este clasificată cu un climat semi-continental și se află în regiunea climatică Lorena, platoul Langres, Morvan, caracterizată printr-o iarnă aspră (1,5 °C), vânturi moderate și ceață frecventă în toamnă și iarnă.
Pentru perioada 1971-2000, temperatura medie anuală este de 9,9 °C, cu o amplitudine termică anuală de 16,8 °C. Cantitatea medie anuală de precipitații este de 798 mm, cu 12,3 zile de precipitații în ianuarie și 9 zile în iulie. Pentru perioada 1991-2020, temperatura medie anuală observată la stația meteorologică cea mai apropiată, situată în comuna Tomblaine la 17 km distanță în linie dreaptă, este de 11,0 °C, iar cantitatea medie anuală de precipitații este de 746,3 mm.
Pentru viitor, parametrii climatici estimati pentru comună, pentru anul 2050, conform diferitelor scenarii de emisii de gaze cu efect de seră, pot fi consultati pe un site dedicat publicat de Météo-France în noiembrie 2022.

## Urbanism

### Tipologie
La 1 ianuarie 2024, Belleville este clasificată ca târg rural, conform noii grile comunale de densitate pe șapte niveluri definită de INSEE (Institutul Național de Statistică și Studii Economice) în 2022. Aparține unității urbane Nancy, o aglomerare intradepartamentală care reunește 28 de comune, dintre care este o comună din suburbie. De asemenea, comuna face parte din zona metropolitană a orașului Nancy, fiind o comună din coroana acesteia. Această zonă, care cuprinde 353 de comune, este clasificată în categoria zonelor cu o populație cuprinsă între 200.000 și mai puțin de 700.000 de locuitori.

### Utilizarea terenului
Ocuparea solului în comună, așa cum reiese din baza de date europeană de ocupare biofizică a solului Corine Land Cover (CLC), este marcată de importanța pădurilor și a mediilor seminaturale (47,4% în 2018), o proporție identică cu cea din 1990 (47,4%). Distribuția detaliată în 2018 este următoarea: păduri (47,4%), terenuri arabile (22,4%), zone urbanizate (7,8%), ape continentale (6,7%), zone umede interioare (6%), zone industriale sau comerciale și rețele de comunicații (4,2%), pajiști (2,9%), culturi permanente (2,6%). Evoluția ocupării terenurilor în comună și a infrastructurilor sale poate fi observată pe diferitele reprezentări cartografice ale teritoriului: harta Cassini (secolul XVIII), harta de stat-major (1820-1866) și hărțile sau fotografiile aeriene ale IGN pentru perioada actuală (1950 până în prezent).

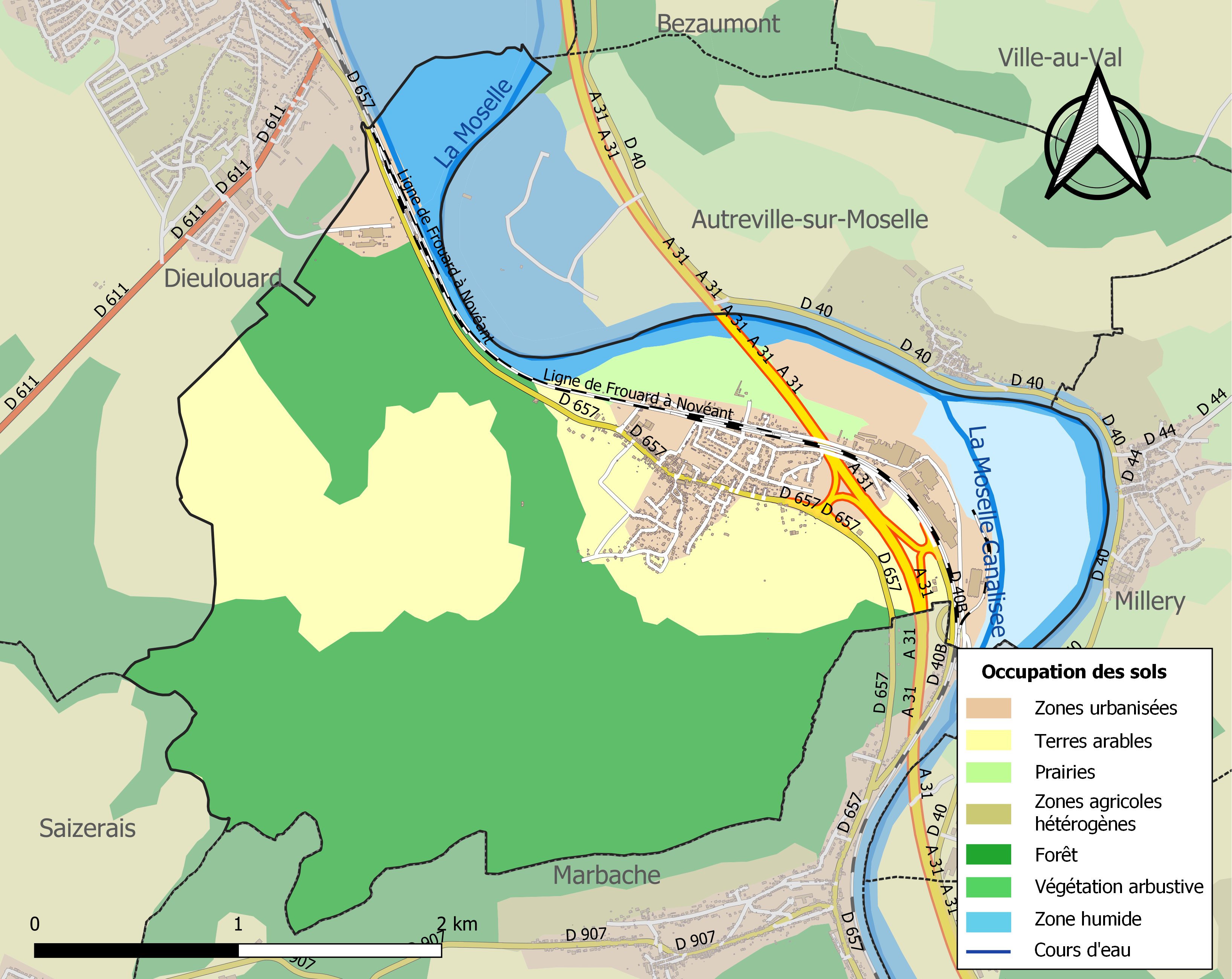
Harta infrastructurii și utilizării terenului a comunei în 2018 (CLC).

## Toponimie
Comuna s-a numit: Busnei villa în 932 și Bella villa în 948.
Este vorba de o Bella Villa, un „domeniu frumos”.

## Istorie
Belleville depindea de Scarpone (oraș antic pe teritoriul actual al Dieulouard), apoi de dioceza de Toul.
Până în 1994, data decretului privind declasificarea canalului lateral Mosellei, teritoriul de nord al comunei era traversat de o scurtătură laterală a Mosellei canalizate, de la baraj până la vechea ecluză nr. 5.

## Populația și societatea

### Date demografice
Evoluția numărului de locuitori este cunoscută prin recensămintele populației efectuate în comună începând din 1793. Pentru comunele cu mai puțin de 10 000 de locuitori, un recensământ al întregii populații este realizat la fiecare cinci ani, populațiile legale pentru anii intermediari fiind estimate prin interpolare sau extrapolare.
În 2022, comuna număra 1 503 locuitori, în creștere cu +4,96 % față de 2016 (Meurthe-et-Moselle: -0,13 %, Franța fără Mayotte: +2,11 %).
| An        | 1793 | 1806 | 1841 | 1861 | 1876 | 1886 | 1901 | 1921 | 1936 | 1962  | 1982  | 2006  | 2014  | 2022  |
| --------- | ---- | ---- | ---- | ---- | ---- | ---- | ---- | ---- | ---- | ----- | ----- | ----- | ----- | ----- |
| Populație | 399  | 479  | 501  | 487  | 484  | 450  | 475  | 674  | 884  | 1 281 | 1 163 | 1 461 | 1 413 | 1 503 |

## Cultură locală și patrimoniu

### Locuri și monumente

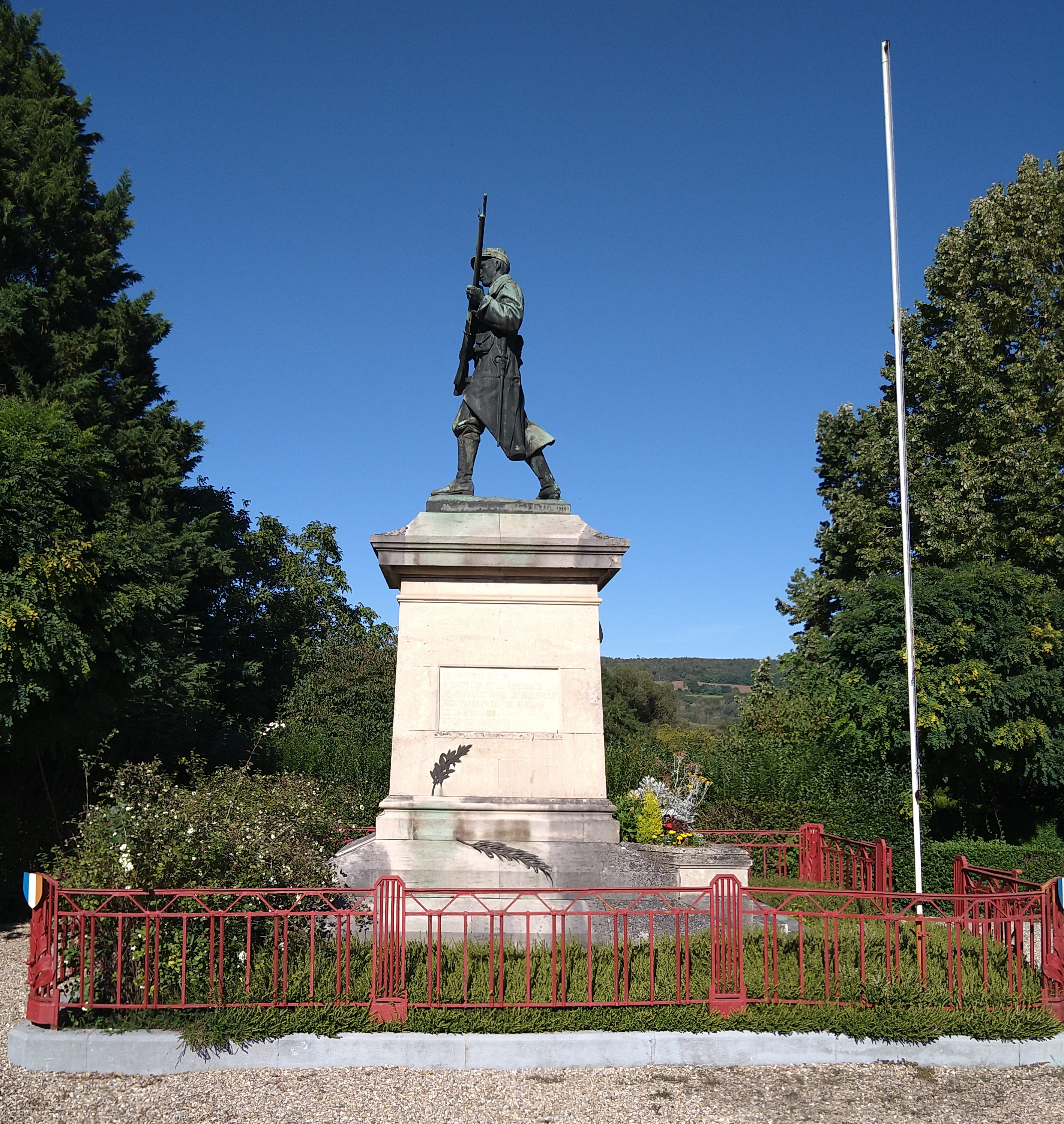
Monumentul eroilor, soldatul în fața inamicului.

Ruinele donjonului secolele XIII-XIV.

#### Monumentul eroilor
Locul precis al ridicării monumentului corespunde aproximativ punctului de avans extrem al armatelor germane la 7 septembrie 1914, așa cum atestă inscripția de mai sus. Acest fapt explică de ce statuia „întoarce” spatele satului.
Se pare, de asemenea, că statuia monumentului îl reprezintă pe domnul Chaulassel Raymond, fost combatant și probabil fost locuitor al satului. Monumentul a fost inaugurat pe 28 iunie 1925 și se datorează inițiativei lui Norbert Variot, fost primar, care și-a adăugat contribuția financiară la cea a locuitorilor. Soldatul este reprezentat purtând uniforma din 1914.

#### Spitalul militar
În timpul Primului Război Mondial, Belleville, situat aproape de front, a găzduit un spital militar pentru o bună parte a conflictului, în special în timpul celei de-a doua perioade a teribilului Bătălie de la Bois le Prêtre, pe înălțimile dintre Pont-à-Mousson și Montauville.

#### Edificii religiose
- Biserica medievală Saint-Étienne secolele XV-XVI, după cum arată nava centrală și lateralele, remodelată în secolele XVIII și XIX: mobilier din secolul al XVIII-lea. Construcția sa a fost realizată pe baza unui edificiu mai vechi. Proprietate a comunei, biserica a fost clasificată monument istoric în iunie 2004[33]. Este în stil gotic. Clopotnița datează de la sfârșitul secolului al XVII-lea - începutul secolului al XVIII-lea. Corul a fost realizat în 1868.